# (93) Minerva
Minerva (mɨˈnɝvə) és l'asteroide núm. 93 de la sèrie. Fou descobert el 24 d'agost del 1867 per en James Craig Watson (1838-1880) a Ann Arbor (EUA).
És un asteroide gran del cinturó principal de classe C (de superfície fosca i compost principalment per carboni) El seu nom es deu a la deessa romana de la saviesa, les arts i les tècniques de la guerra, Minerva.
L'ocultació d'una estrella per part de Minerva fou observada a França, Espanya i EUA el 22 de novembre del 1982 va permetre estimar que el seu diàmetre feia aproximadament 170 km, les dues ocultacions posteriors, però estimaren que feia aproximadament 150 km de diàmetre.